# فاضل سکرانی
ملا فاضل السکرانی شاعر و ادیب عرب خوزستانی اهل ایران است. فاضل فرزند یعقوب سکرانی است. وی در بین مردم به ملا فاضل السکرانی با کنیهٔ «ابومهدی» مشهور بود. وی همچنین به «عمید ابوذیه» و «امیر شعرای خوزستان» شهرت داشت. او معروف‌ترین و نامدارترین شاعر عرب خوزستان بود که در ماه محرم سال ۱۳۴۰ هجری قمری مصادف با سال ۱۳۰۲ هجری شمسی در شهر شادگان به دنیا آمد. سال پیش از مرگش در اهواز موفق به کسب جایزهٔ دو سالانهٔ «عیلام» توسط مؤسسهٔ فرهنگی هنری «المعلم» شد.
استاد وی سیدرضا ابراهیمی فرزند سید صالح بود که از بزرگان و دانشمندان علوم قرآنی و خط و نثر عربی محسوب می‌شد. وی خواندن و نوشتن را نزد او آموخت و علاوه بر این دو، رسم خط و طریقهٔ خواندن شعر و حفظ آن را نیز فرا گرفت. گفته می‌شود سیدرضا در شکل‌گیری شخصیت ملافاضل سکرانی تأثیر به‌سزایی داشت. ملافاضل سکرانی دارای دو فرزند شاعر به نام‌های مهدی و عادل سکرانی است. عبدالحسین مقتدایی، استاندار وقت خوزستان در پیامی به زبان عربی در سایت استانداری، درگذشت این شاعر را تسلیت گفت. پس از مرگ سکرانی، عضو خبرگان اسلامی ایران در همایش یادبود این شاعر خواستار نام‌گذاری میدان یا خیابانی در شهر اهواز به نام ملا فاضل سکرانی شد، همچنین وی درخواست کرد مسابقهٔ شعر سالانهٔ سکرانی برگزار شود.

## زندگی
سکرانی از دوران کودکی‌اش علاقهٔ خاصی به شعر و ادبیات داشته و خواندن صحیح قرآن را نیز در همان دوران از روحانیون معروف آن منطقه آموخت. سکرانی نوشتن و خواندن انواع قصیده‌های شعری و حفظ و سرایش را از استادش، سید رضا فرزند سید صالح ابراهیمی فراگرفت. وی در سن هشت سالگی وارد مدرسه علمی شده (نخستین مدرسه‌ای که در تاریخ دورق تأسیس شد) و در سال ۱۳۱۵ شمسی با مدرک ششم ابتدایی و رتبهٔ برتر فارغ‌التحصیل شد.
در نوجوانی‌اش در همان سن ۱۱ سالگی شعر سرود تا اینکه شاعری بزرگ و توانا شد و به دلیل اینکه «ابوذیه» (یکی از قالب‌های شعر عربی) را به‌گونه‌ای خاص و زیبا می‌سرود، سردمدار ابوذیه نامیده و شهرت یافت.
سکرانی پس از آموختن ادبیات عرب، از سنین نوجوانی شروع به سرودن اشعاری به سبک «ابوذیه» کرد؛ شهرت سکرانی تا کشورهای همسایه همچون کویت و عراق رسید به طوری که بسیاری از شعرای مشهور کشورهای همسایه از وی به عنوان استاد شعر ابوذیه یاد می‌کنند.
وی از کودکی به شعر علاقه داشت و حضور در محافل و مجلس ادبی علاقه او را مضاعف کرد. پدرش نیز از شعرای معروف فلاحیه بود. وی همچنین تلاوت قران و سیر در نهج البلاغه و خواندن شعر بزرگانی چون صاحب معلّقات و المتنبی و سید شریف رضی و مهیار دیلمی و ابی العلا ء معرّی و مواعظ و حکم سعدی شیرازی و و عرفان لسان‌الغیب حافظ شیرازی و اشعار حکیم مولانا جلال الدین رومی در تقویت بینه ادبی ایشان سهم بسزایی داشته است.

## درگذشت
سکرانی شنبه ۲۸ دی ماه ۱۳۹۲ درگذشت و مراسم تشیع پیکر این شاعر ظهر ۳۰ دی ماه در پارک ورودی شهر شادگان برگزار شد. در مراسم تشیع این شاعر از سراسر استان خوزستان جمعیت حدود ۱۲۰ هزار نفر شرکت کردند. مرگ سکرانی با پوشش رسانه‌های ایرانی همراه بود. در همین حال عبدالحسن مقتدایی، استاندار وقت خوزستان، با صدور پیامی درگذشت ملافاضل سکرانی، مداح و شاعر اهل بیت را تسلیت گفت. استاندار خوزستان در پیامش از اشعار سکرانی در مدح رهبر انقلاب اسلامی ایران تعریف و تشکر کرد. «احبّچ یا فلاحیتی» شعر معروف این شاعر است.
پس از مرگ ملا فاضل، رئیس اداره فرهنگ و ارشاد اسلامی شادگان از پیشنهاد نامگذاری این فرهنگسرا به نام «ملا فاضل سکرانی» شاعر برجسته شادگانی خبر داد.
همزمان با مرگ سکرانی، هفته نامه جنوبی‌ها ویژه نامه چهرا صفحه‌ای مختص سکرانی به زبان عربی منتشر کرد که در آن برخی نویسندگان و شعرای اهوازی مطالبی را سوگ سکرانی نوشتند. نشریه العرب چاپ لندن نیز یک صفحه به اشعار و مرگ سکرانی اختصاص داد.

## درخواست برای ثبت نام سکرانی در میادین شهر
برخی از دوستداران ادبیات خواستار درج نام این شاعر به عنوان نماد شعر اهل بیت در شهر اهواز به عنوان مرکز استان و شهر شادگان به عنوان زادگاه ایشان شدند.
دوستداران شعر و ادبیات با انتشار فراخوانی از همه علاقه‌مندان به اشعار سکرانی خواستند تا با چفیه‌های آبی رنگ حضور پیدا کنند. همچنین در مراسمی که در سوسنگرد برای این شاعر برگزار شد امام جمعه سابق سوسنگرد (احمد ساری اصل) گفت که نام یک منطقه یا میدانی باید به اسم سکرانی در شهر سوسنگرد زده شود.
چفیه سکرانی آبی رنگ بود و همواره از این رنگ برای سربندش استفاده می‌کرد.
همچنین فعالان اجتماعی درخواستی برای شهرداری و فرمانداری شادگان مبنی برساختن آرامگاهی در ورودی شهر شادگان فرستادند.
کعبی، عضو خبرگان اسلامی ایران در همایش یادبود این شاعر خواستار نام گذاری میدان یا خیابانی در شهر اهواز به نام ملا فاضل سکرانی شد، همچنین وی درخواست کرد مسابقه شعر سالانه «سکرانی» برگزار شود.

## چفیه آبی سکرانی نماد شعر ابوذیه
سکرانی همواره برای پوشش سرش از چفیه رنگ آبی استفاده می‌کرد. بسیاری از دوستدارانش در روز تشیع و همچنین در مراسم بزرگداشت او در تالار آفتاب اهواز از چفیه آبی به عنوان نماد شعر شعبی و ابوذیه استفاده کردند.

وی در مدت کوتاهی بدل به چهره‌ای مردمی و صاحب نظر در ادبیات شد. به طوری که پس از مرگش تأثیری بر تجمعات شعری منطقه گذاشت. چفیه آبی رنگش نمادی از شعر و ادبیات شد و بسیاری در همایش یادبودش که برای ایشان برگزار کرده بودند از جمله مجری برنامه به جای شیله-سربند زنانه- از چفیه آبی که نام «سکرانیة» نیز به خود گرفت را استفاده کردند.
پس از مرگ این شاعر، چفیه آبی (سکرانیة) که تا پیش از آن تنها به عنوان سربند بود، کارکرد جدیدی به خود می‌گیرد و به عنوان نماد شعر و ادبیات عرب مورد استفاده فعالان اجتماعی قرار گرفت.

## افتخارات
سکرانی در سال‌های پایانی عمرش توسط بسیاری از انجمن‌های شعر مشهور در کویت ایشان دعوت شد اما به دلیل کهولت سن موفق به شرکت در این همایش‌ها نشد.
چند سال پیش از مرگش نیز، مؤسسه فرهنگی هنری «المعلم» در اهواز مراسم تقدیر از این شاعر را برگزار کرد و جایزه دو سالانه «عیلام» را به او اختصاص داد.
وی از بزرگان شعر شعبی استان خوزستان به شمار می‌آید و شهرت وی از مرزهای ایران گذشته و در آن سوی مرزها هم‌تراز با بزرگان شعر شعبی عربی از ایشان یاد می‌شود. سکرانی به «عمید ابوذیه» شهرت گرفته است. وی همچنین در جشنواره شعر رضوی پس از احمد الحدراوی شاعر عراقی، مقام دوم را کسب کرد.